# Bodotria serrulata
Bodotria serrulata är en kräftdjursart som beskrevs av Gamo 1965. Bodotria serrulata ingår i släktet Bodotria och familjen Bodotriidae. Inga underarter finns listade i Catalogue of Life.